# Skylar Diggins-Smith
Pour les articles homonymes, voir Diggins et Smith.
Skylar Diggins-Smith, née le 2 août 1990 à South Bend (Indiana), est une joueuse américaine de basket-ball.

## Biographie
Au lycée, elle conduit les Washington Panthers à un bilan de 26 victoires pour une défaite en senior, avec des moyennes de 29 points, 6,3 rebonds, 6,2 passes, 5,4 interceptions, 2,2 contres par match.
Après avoir hésité avec Stanford, elle rejoint l'Université de Notre-Dame en NCAA. Pour son année freshman, elle débute 30 des 35 rencontres étant la leader de son équipe à la marque avec 13,8 points, aux interceptions (2,6) et aux passes décisives (3,2, ex aequo), établissant de nouveaux records pour une freshman de Notre Dame aux interceptions (90), lancers francs réussis (111), lancers francs tentés (142) et aux minutes jouées (1 028). Son équipe atteint le Sweet 16. Elle fait la rencontre de son compagnon Daniel Smith, joueur de l'équipe universitaire de football.
En sophomore, elle débute 38 des 39 matches et mène de nouveau son équipe à la marque (15,0 points) et aux passes (4,9). Elle est décisive dans une victoire face aux Lady Vols en tournoi final. En demi-finales, elle réussit 28 points à 10 tirs sur 14 et six passes contre les Huskies du Connecticut, éclipsant Maya Moore, mais la finale NCAA est remportée 76-70 par Danielle Adams et Texas A&M. Très déçue, elle s'effondre en larmes dans les vestiaires sans avoir eu la force de saluer ses adversaires. Ses performances sportives vont de pair avec une forte exposition sur les réseaux sociaux où elle échange avec les rappeurs Lil Wayne et Chris Brown : son compte Twitter passe en quelques jours de 5 000 à 100 000 abonnés. En 2016, elle en compte 600 000 sur Twitter et presque 1 million sur Instagram.
En junior, elle progresse encore avec 16,8 points, 5,7 passes décisives et 2,6 interceptions par rencontres en 39 matches tous débutés. Lors du tournoi final, elle réussit un triple double (le premier de Notre Dame en tournoi final) contre Maryland avec 22 points, 11 passes, 10 rebonds et 5 interceptions. Elle est comme la saison précédente décisive contre les Huskies avec 19 points, 4 passes, 4 rebonds, 3 interceptions et 2 contres en 44 minutes, avec notamment un contre décisif sur Bria Hartley. Elle marque 20 points en finale contre Baylor, mais les Lady Bears privent une nouvelle fois Notre Dame du titre NCAA 80-61. Elle reçoit le Nancy Lieberman Award, qui récompense la meilleure meneuse.
En 2012-2013, pour son année senior, elle devient la première Fighting Irish à cumuler 2 000 points, 500 rebonds et 500 passes décisives. Pour fêter son diplôme, le rappeur Jay-Z lui offre une Mercedes.
Le 15 avril 2013, elle est sélectionnée au premier tour de la draft WNBA 2013 en 3e position par le Shock de Tulsa derrière Brittney Griner et Elena Delle Donne. Sa personnalité très médiatique lui offre une visibilité supérieure à la plupart des autres stars WNBA et la possibilité de tourner dans des publicités, mais son année rookie est discrète sur le plan sportif. Elle est la seule femme signée par Jay-Z dans Roc Nation. Elle signe un contrat publicitaire avec Nike.
Elle s'affirme lors de sa seconde saison WNBA. Le 17 juin 2014, elle est nommée joueuse de la semaine de la Conférence Ouest pour avoir permis au Shock de glaner trois victoires consécutives et de ne plus être l'équipe la plus mal classée de la ligue. Elle bat son record de points en carrière (26) et réalisé des actions décisives lors d'une victoire face aux Sparks 69 à 67. Elle est sélectionnée dans le cinq de départ du WNBA All-Star Game 2014. Sept rencontres avant la fin de la saison régulière 2014, elle bat le record de points sur une saison au Shock surpassant les 559 de Deanna Nolan en 2009 quand la franchise était encore à Détroit. Elle est nommée joueuse WNBA ayant le plus progressé en 2014, son scoring passant de 8,5 points à 32,8 % (dont 28,2 % à trois points) à 20,1 points à 42,3 % (dont 28,2 % à 3 points), ses passes décisives allant de 3,8 à 5,0 et les rebonds de 1,9 à 2,5. En plus de ses accélérations, elle dispose maintenant d'un tir à longue distance fiable. Cette palette étendue lui permet d'exprimer plus facilement ton talent et sa vision du jeu.
Malgré la grossesse de Glory Johnson, le Shock commence la saison avec 5 victoires en 6 rencontres. Les choix pertinents de Plenette Pierson et Karima Christmas renforcent la détermination de Skylar Diggins : « On veut faire les playoffs. J’ai montré l’année dernière qu’individuellement, je peux me battre dans cette ligue, en faisant partie du All Star ou étant la MIP mais maintenant, je veux emmener mon équipe en playoffs. Si j’ai un objectif, c’est celui-là. » L'équipe remporte une sixième rencontre consécutive face au Lynx du Minnesota et prend la tête de la conférence. Le 24 juin, elle est nommée meilleure joueuse de la conférence Ouest, dont trois consécutives cette semaine (dans une série de six qui est la plus longue depuis la relocalisation du Shock à Tulsa) la première de la saison pour le Lynx, avec 17,7 points de moyenne et 5,3 passes décisives. Fin juin, sa saison se conclut prématurément sur une rupture du ligament du genou survenue le 28 juin dans les derniers instants d'une rencontre remportée 93-89 face au Storm de Seattle dans laquelle elle avait inscrit 31 points. En juin, elle est nommée pour la première fois de sa carrière meilleure joueuse du mois de sa conférence pour avoir mené le Shock en tête avec notamment 26 points pour une victoire face au Lynx du Minnesota, étant sur le mois seconde de sa conférence au scoring (17,8) et quatrième aux passes décisives (5,0). Sa saison 2015 se termine prématurément sur une blessure au ligament du genou survenue le 28 juin. Elle signe néanmoins en mars 2016 une prolongation de contrat jusqu'en 2019 avec sa franchise relocalisée des Wings de Dallas. Sur son album Slay-Z, la chanteuse américaine Azealia Banks écrit une chanson portant son nom.
Elle reprend progressivement la compétition en 2016. Après quelques minutes symboliques pour la première rencontre à domicile de Dallas, elle reprend la compétition le 11 juin 2016 face aux Sparks de Los Angeles alors invaincus, mais elle ne peut empêcher une cinquième défaite consécutive des Wings. Pas encore aussi rapide qu'avant sa blessure, elle inscrit 13 points, 3 interceptions en 18 minutes mais enregistre six balles perdues. Le 19 juin, les Wings s'imposent à domicile 117-111 contre le Mercury de Phoenix au terme de trois prolongations dans cette rencontre où Diggins inscrit 19 de ses 27 points après la mi-temps.
En août 2017, elle quitte Nike et signe un contrat publicitaire avec Puma. Lors de la saison WNBA 2017, elle est élue pour la deuxième fois dans le meilleur cinq de la WNBA lors d'une saison où elle inscrit 18,5 points (7e performance de la ligue), 5,8 passes décisives (4e) en 34,2 minutes de jeu, la plus forte moyenne de la ligue. Avec 218 lancers francs tentés, elle obtient le meilleur total de la ligue dans cet exercice et les tire avec une réussite de 89,4 %, sixième ratio de la WNBA.
Le 7 juillet 2018, elle inscrit 32 points lors d'une victoire sur le Liberty de New York. she Avec sa plus forte moyenne de passes en carrière (6,2 passes décisives, 3e de la WNBA) et 17,9 points inscrits, elle est élue dans le second meilleur cinq de la WNBA.
En février 2020, les Wings la transfèrent au Mercury de Phoenix contre les 5e et 7e choix de la draft WNBA 2020 et un premier tour de la draft WNBA 2021.

## Équipe nationale
En 2008, elle est dans le cinq de départ de l'équipe des 18 ans et moins qui remporte le championnat des Amériques à Buenos Aires avec des moyennes de 10,8 points à 50 % d'adresse, 3,2 rebonds, 3,6 passes décisives et 2 interceptions en 23 minutes.
En 2009, son équipe remporte le Championnat du monde des 19 ans et moins à Bangkok.
Cocapitaine de la sélection américaine médaille d'or au Mondial Universitaires de 2011 en Chine. Débute les six rencontres pour 12,3 points de moyenne.
En 2012, elle remporte avec les États-Unis, 17-16 face à la France, le premier championnat du monde de 3x3 avec Chiney Ogwumike, Bria Hartley et Ann Strother.
Elle figure dans la présélection pour le championnat du monde 2014 mais quitte le groupe réduit à 13 (où demeure sa coéquipière du Shock Odyssey Sims) après le tournoi de Paris.
Elle fait partie des douze sélectionnées pour le tournoi olympique de 2020, disputé en 2021 en raison de la pandémie de Covid-19, qui remporte la médaille d'or.

## Clubs
- 2005-2009 : Washington High School Panthers
- 2009-2013 : Fighting Irish de Notre-Dame

## Palmarès
- Médaille d'or au Championnat du monde de 3x3 en 2012
- Médaille d'or au Mondial Universitaires de 2011 en Chine
- Médaille d'or au Championnat du monde des 19 ans et moins en 2009 à Bangkok
- Médaille d'or au Championnat des Amériques des 18 ans et moins à Buenos Aires
- Médaille d'or aux Jeux olympiques de 2020 à Tokyo[26]

## Distinctions individuelles
- Nancy Lieberman Award (2012)
- Associated Press All-American Third team (2011)
- Naismith Prep Player of the Year Award (2009)
- High school All-American par Parade magazine (first team 2008 et 2009; third team 2007)
- High school All-American par EA Sports (first team 2008 et 2009; second team 2007)
- USA Today All-USA Team (first team 2009; third team 2008)
- Gatorade Indiana Player of the Year (2008,2009)
- MaxPreps Indiana Player of the Year (2008, 2009)
- Indiana Miss Basketball award (2009)[27]
- WNBA All-Rookie Team 2013[28]
- Sélection au WNBA All-Star Game 2014, 2015[29], 2017[30] et 2018[31]
- Joueuse ayant le plus progressé de la saison WNBA 2014
- Meilleur cinq de la WNBA (2014, 2017[19])
- Second meilleur cinq de la WNBA (2018[21])